# 野毛 (世田谷區)
野毛（日语：／ Noge */?）是東京都世田谷區的町名。現行行政地名為野毛一丁目至野毛三丁目。2013年9月1日為止的人口有6,426人。郵遞區號158-0092。

## 地理
位於世田谷區西部，屬玉川地域。北鄰上野毛、中町，東接等等力，東南連玉堤，西南為多摩川河川地，對岸為川崎市高津區下野毛、北見方。
最近的車站是東急大井町線上野毛站、等等力站，東急田園都市線二子玉川站。真言宗智山派善養寺內有稱為「善養寺之榧」的榧樹，是東京都天然紀念物。

## 歷史
野毛大塚古墳位於野毛一丁目的玉川野毛町公園，是丸子川沿岸荏原台古墳群中具代表性的古墳。另外周邊還有許多古墳，特色為帆立貝型的前方後圓墳。目前被指定為東京都史蹟。
相對於上野毛，野毛原來稱為下野毛村，1889年為玉川村大字下野毛。1912年下野毛多摩川右岸地區劃屬神奈川縣。1932年，為世田谷區玉川野毛町，1969年住居表示修訂，為現在的「野毛」。

### 地名由來
古代的「ノゲ（野毛）、ニゲ、ヌゲ、ナゲ」意為「崖」。本地位於國分寺崖線因而稱為「野毛」。

## 設施
- 世田谷野毛郵便局
- 野毛圖書室
- 世田谷區立自然之家
- 世田谷區立多摩川遊園
- 玉川野毛町公園
- 六所神社

### 已不存在的設施
- 高爾夫球場（等々力ゴルフリンクス）－位於現在的玉川野毛町公園與相鄰的國土交通省住宅、都營住宅建地。戰前由目黑蒲田電鐵經營。目前等等力站前還有橋梁名為高爾夫橋（ゴルフ橋）。1931年開業，後因戰爭惡化，在1939年被政府收購，成為內務省防空研究所。戰後，一部分改建為遣返者住宅，之後成為現在的公園與住宅。
- 東急阿瓦隆騎術學校（東急アバロン乗馬学校）－位於野毛三丁目第三京濱道路高架下，1950年創立。是戰後民間第一間名門俱樂部，2000年遷往橫濱市綠區。
- 明神池－野毛三丁目丸子川與多摩川堤防之間，長200公尺，寬50~80公尺。大正時代築堤所形成的水池，1961年因住宅開發而填埋。舊址設有龍神祠祭祀。東急巴士站「明神池前」的由來。

## 備註
1. ↑  .   [2013-10-02]. （原始内容存档于2014-07-19）.
2. ↑  世田谷市役所「上野毛まちづくりセンター地區」地名の由来

## 外部連結
- 世田谷區官方網站